# کوتاه کردن موهای آدام
کوتاه کردن موهای آدام (به انگلیسی: Clipping Adam) درامی محصول ۲۰۰۴ آمریکا به نویسندگی و کارگردانی مایکل پیچیوتینو با بازی کریس ایگمن، لوئیز فلچر، رابرت پاین، برایان برک، رایان ویلیس، کوین سوربو و ایوان پیترز است.  

## داستان
آدام دو سال و دو ماه است که موهایش را کوتاه نمی‌کند. یعنی از روزی که مادر و خواهر کوچکش را در تصادف رانندگی از دست داده. او در مدرسه با دیگر دانش آموزان مشکل دارد، سال بعد باید به دبیرستان برود و با محیط جدیدی روبرو شود و پدرش افسردگی دارد و الکل مصرف می‌کند. در کنار تمام این مشکلات او مادربزرگش را دارد، پدر دن، کشیشی که وظیفۀ مشاوره دادن به او در ایام تابستان را دارد، همینطور اودری، دختر همکلاسیش را و جانی پسر هم‌مدرسه‌ای و خانوادۀ مهربانش را.
آدام کم‌کم خوب می شود.

## بازیگران
- ایوان پیترز در نقش آدام شپرد
- کریس ایگمن در نقش تام شپرد (پدر)
- لوئیز فلچر در نقش مادربزرگ
- رابرت پاین در نقش بیگز، (مدیر مدرسه)
- برایان برک در نقش جانی دومینگز (دوست آدام)
- کوین سوربو در نقش پدر دن (مشاور آدام)
- مگان استرام در نقش اودری [۳] (دختر همکلاسی آدام)
- لیزل ام. گورل در نقش ملیسا شپرد (مادر آدام)
- کسیدی بورول در نقش سارا شپرد (خواهر آدام)[۴]

## شخصیت‌پردازی
آدام درونگرا، شکننده و افسرده است. مدام او را می‌بینیم که سوار بر دوچرخه‌اش در تنهایی رکاب می‌زند و به خاطراتی که از مادر و خواهرش دارد فکر می‌کند. او توجه ویژه‌ای به دوست همکلاسیش اودری دارد. این رابطه متقابل است. آنها قصد دارند با هم به مهمانی رقص مدرسه بروند، در موقعیت‌های مختلف که به هم بر می‌خورند رفتار محبت‌آمیزی با هم دارند و حتی یک شب اودری بی‌مقدمه و از روی محبت صرف آدام را می‌بوسد.
پدر آدام سوگوار همسر و دخترش است و به وظایف پدریش توجهی ندارد. او مدام می‌نوشد، در گاراژ خانه میان اسباب و وسایل همسرش وقت می‌گذراند، پرخاشگری می‌کند و حتی کار به جایی می‌رسد که یک روز ناخواسته آدام را کتک می‌زند.
مادربزرگ که تجربۀ از دست دادن همسرش را دارد بر سوگ از دست دادن دختر و نوه‌اش غلبه کرده. اغلب باغبانی می‌کند و همیشه و همه وقت مراقب آدام است و به پدرش مدام هشدار می‌دهد با بی‌توجهی‌هایش ممکن است آدام را از دست بدهند.
جانی شاید تنها پسری از دانش آموزان مدرسه است که پا پیش می‌گذارد و با آدام رفاقت می‌کند. او خانواده‌ای نرمال و سرشار از عشق دارد و از این عشق به آدام هم سهمی می‌دهد. او و آدام قصد دارند طوطی سبز شکار کنند و به قیمت خوبی بفروشند. آنها طوطیشان را شکار می‌کنند اما دل زندانی شدنش را ندارند و دست‌آخر آزادش می‌کنند.

## افتخارات
- برندۀ جایزۀ ویژۀ هیئت داوران برای نقش‌آفرینی خیره‌کننده از جشنوارۀ فیلم فینیکس برای ایوان پیترز
- نامزد جایزۀ بهترین بازیگر جوان در نقش اول فیلم بلند از جوایز هنرمندان جوان برای ایوان پیترز
- برندۀ جایزۀ بهترین فیلم بلند از جشنوارۀ فیلم سینت جورج اکلیپس برای مایکل پیچیوتینو[۵]